# Bruno Hanns Wittek

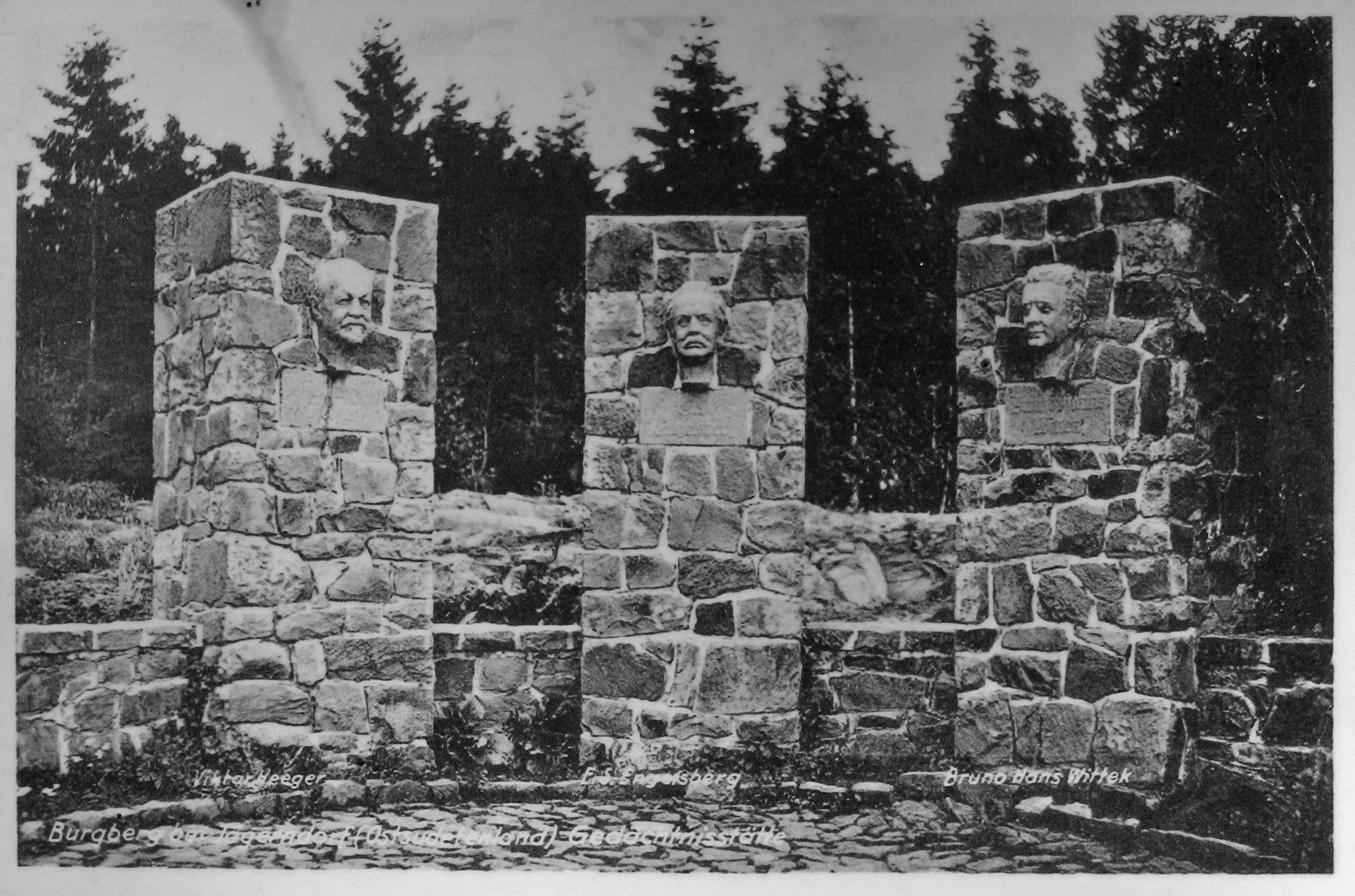
Denkmal für Wittek u. a.

Bruno Hanns Wittek (* 15. Februar 1895 in Freudenthal, Österreich-Ungarn; † 27. Januar 1935 in Troppau, Tschechoslowakei) war ein sudetendeutscher Lyriker, Erzähler und Dichter.

## Leben und Werk
Er verfasste zunächst romantisch-volksliedhafte Werke, die meist im bäuerlichen Milieu angesiedelt waren und im Hans-Kudlich-Roman „Sturm überm Acker“ gipfelten. Daneben entstandenen die Erzählungen „Romantischer Garten“, „Peter Leutrecht“, sein Erstlingsroman „Frau Minne“ und sein letzter Roman „Die Heimkehr des Andreas Loschner“ sowie die Gedichtbände „See im Licht“ und „Schatzhauser“. 